# 楽安河
楽安河（らくあんが、簡体字: 乐安河、拼音: Lè ān hé）は長江水系の鄱陽湖に注ぐ鄱江の支流のひとつで、別名を楽安江、大溪水といい、上流では昌江河と呼ばれる。
江西省婺源県北東部の五龍山の西南麓に発する。南へ流れた後、西南へ曲がり、婺源県、徳興市、楽平市を流れ、鄱陽県で昌江と合流して鄱江となる。
全長は279キロメートル、流域面積は8,456平方キロメートル、年平均流量は489立方メートル／秒。徳興市までが上流、そこから楽平市の市域内までが中流、鄱陽県に入ってからが下流となる。
主要な支流には番溪水、安殷河、槎溪河、建節水がある。